# Liste der Bodendenkmale in Wusterwitz
Die Liste der Bodendenkmale in Wusterwitz enthält alle Bodendenkmale der brandenburgischen Gemeinde Wusterwitz und ihrer Ortsteile auf der Grundlage der Landesdenkmalliste vom 31. Dezember 2020.
Die Baudenkmale sind in der Liste der Baudenkmale in Wusterwitz aufgeführt.
| Gemarkung                   | Flur     | Kurzansprache | Bodendenkmalnummer | Bemerkung | Bild |
| --------------------------- | -------- | --- | ------------------ | --------- | ---- |
| Bensdorf, Wusterwitz (Lage) | 20, 3, 4 | Siedlung Bronzezeit, Gräberfeld Bronzezeit, Rast- und Werkplatz Mesolithikum, Grenzmarkierung Neuzeit, Siedlung Eisenzeit, Siedlung Neolithikum, Hügelgrab Bronzezeit | 30994              |           |      |
| Bensdorf (Lage)             | 20, 21   | Siedlung Bronzezeit, Siedlung Neolithikum | 30996              |           |      |
| Bensdorf (Lage)             | 21       | Gräberfeld Urgeschichte, Siedlung Neolithikum | 30997              |           |      |
| Wusterwitz (Lage)           | 6        | Siedlung slawisches Mittelalter | 30830              |           |      |
| Wusterwitz (Lage)           | 5        | Siedlung deutsches Mittelalter, Siedlung Eisenzeit, Siedlung Bronzezeit                                                                                               | 30831              |           |      |
| Wusterwitz (Lage)           | 6        | Siedlung slawisches Mittelalter, Siedlung römische Kaiserzeit | 30832              |           |      |
| Wusterwitz (Lage)           | 13       | Gräberfeld Bronzezeit | 30833              |           |      |
| Wusterwitz (Lage)           | 13       | Gräberfeld Bronzezeit | 30834              |           |      |
| Wusterwitz (Lage)           | 12       | Siedlung römische Kaiserzeit, Siedlung Eisenzeit, Siedlung Bronzezeit                                                                                                 | 30835              |           |      |
| Wusterwitz (Lage)           | 7, 8     | Siedlung Bronzezeit, Siedlung römische Kaiserzeit, Siedlung Eisenzeit                                                                                                 | 30836              |           |      |
| Wusterwitz (Lage)           | 5        | Siedlung slawisches Mittelalter | 30837              |           |      |
| Wusterwitz (Lage)           | 5        | Hügelgräberfeld Bronzezeit | 30838              |           |      |
| Wusterwitz (Lage)           | 6        | Gräberfeld Bronzezeit, Gräberfeld Eisenzeit | 30839              |           |      |
| Wusterwitz (Lage)           | 12       | Siedlung Bronzezeit | 30840              |           |      |
| Wusterwitz (Lage)           | 8, 9     | Siedlung Eisenzeit, Siedlung römische Kaiserzeit | 30841              |           |      |
| Wusterwitz (Lage)           | 8        | Siedlung Eisenzeit, Siedlung Bronzezeit | 30842              |           |      |
| Wusterwitz (Lage)           | 7        | Siedlung Eisenzeit | 30843              |           |      |
| Wusterwitz (Lage)           | 7        | Siedlung römische Kaiserzeit | 30844              |           |      |
| Wusterwitz (Lage)           | 12       | Siedlung slawisches Mittelalter, Siedlung Bronzezeit | 30845              |           |      |
| Wusterwitz (Lage)           | 4        | Siedlung Eisenzeit, Einzelfund Steinzeit | 30995              |           |      |
| Wusterwitz (Lage)           | 5, 6, 7  | Siedlung Bronzezeit, Altstadt deutsches Mittelalter, Siedlung Eisenzeit, Altstadt Neuzeit, Gräberfeld slawisches Mittelalter, Siedlung slawisches Mittelalter         | 31063              |           |      |